# Christian County, Kentucky
Christian County är ett administrativt område i delstaten Kentucky, USA, med 73 955 invånare. Den administrativa huvudorten (county seat) är Hopkinsville.
Fort Campbell är delvis belägen i countyt. 

## Geografi
Enligt United States Census Bureau har countyt en total area på 1 875 km². 1 867 km² av den arean är land och 7 km² är vatten.

### Angränsande countyn
- Hopkins County - nord
- Muhlenberg County - nordost
- Todd County - öst
- Montgomery County, Tennessee - sydost
- Stewart County, Tennessee - sydväst
- Trigg County - väst
- Caldwell County - nordväst